# Scandix aromatica
Scandix aromatica är en flockblommig växtart som beskrevs av Göran Wahlenberg. Scandix aromatica ingår i släktet nålkörvlar, och familjen flockblommiga växter. Inga underarter finns listade i Catalogue of Life.